# Амилко
Амилко (Amylco) — российская компания (ООО «Амилко»). Основные производственные мощности находятся в городе Миллерово, Ростовская область. Предприятие является крупнейшим в отрасли глубокой переработки зерна кукурузы и производству различных видов крахмалов, сахаристых продуктов и высокобелковых кормов. Общий объём производства готовой продукции в 2022 году составил более 260,000 тонн.
Головной офис и штаб-квартира расположены в г. Миллерово Ростовской области.

## История
ООО «Амилко» было зарегистрировано в 2006 году.
В 2007 году было начато строительство комбината по глубокой переработке зерна кукурузы «Амилко». В конце 2009 года предприятие выпустило свою первую продукцию — глюкозный сироп.
С 2011 по 2019 года мощности комбината постоянно увеличивались и достигли 260,000 тонн в год. Предприятие является одним из лидеров по глубокой переработке зерна в России и Странах СНГ. По официальной статистике за 2019 год доля продукции ООО «Амилко» составляет около 20 % по глюкозным и мальтозным сиропам, 10 % нативного крахмала, 50 % модифицированных крахмалов производимых в России.
ООО «Амилко» является постоянным членом Ассоциации предприятий глубокой переработки зерна «Созкрахмал».
В ноябре 2020 года ООО «Амилко» завершило строительство элеватора мощностью хранения 54 тыс. тонн зерна.
В 2021 году завод «Амилко» ввел в эксплуатацию дополнительный цех по производству крахмала. Это позволит увеличить выработку крахмала вдвое.

## Продукция
- Глюкозные сиропы, мальтозные сиропы
- Крахмал нативный
- Модифицированные крахмалы: крахмал для бурения, катионный, окисленный
- Кормовые продукты для животных и птицы (глютен, высокобелковый корм)
- Сырье для производства растительного масла (кукурузный зародыш)

## Собственники и руководство
Amylco Maize Manufacturing Ltd, Серебряков Николай Геннадиевич
Генеральный директор — Болдырев Сергей Леонидович

## Критика
В 2011 году Южный департамент Росприроднадзора обвинил предприятие в сбросах неочищенных вод в реку Глубокую. Однако, было установлено, что это вызвано несовершенством городской системы водоканала. В 2013 году ООО «Амилко» модернизировало собственные очистные сооружения и ввело в эксплуатацию поля доочистки производственных сточных вод с дальнейшим их использованием в поливе сельскохозяйственных угодий.

## Награды
- Золотая медаль выставки «Продэкспо-2013» в номинации «Инновации в технологии» за крахмальную карамельную ферментативную патоку.
- Знак качества «Сделано на Дону» (2017).
- ООО «Амилко» — вторая по мощности компания на российском рынке 2020—2021 годах.. (Согласно рейтинга Ассоциации «Союзкрахмал» совместно с Федеральным «Журналом Агробизнес» — https://agbz.ru/articles/reyting-predpriyatiy-glubokoy-pererabotki-zerna-assotsiatsiya-soyuzkrakhmal/)